# کولبیتس
کولبیتس (به آلمانی: Colbitz) یک شهر در آلمان است که در Börde واقع شده‌است. کولبیتس ۳٬۴۱۹ نفر جمعیت دارد.